# Indigofera amitina
Indigofera amitina är en ärtväxtart som beskrevs av Nicholas Edward Brown. Indigofera amitina ingår i släktet indigosläktet, och familjen ärtväxter. Inga underarter finns listade i Catalogue of Life.